# Затишное (Киевская область)
Затишное (укр. Затишне, до 2016 г. — Лениновка) — село, входит в Бориспольский район Киевской области Украины.
Население по переписи 2001 года составляло 202 человека. Почтовый индекс — 08342. Телефонный код — 4595. Занимает площадь 0,628 км². Код КОАТУУ — 3220886203.

## История
- 2016 — Верховная Рада переименовала село Лениновка в село Затишное[1].

## Местный совет
08342, Киевская обл, Бориспольский р-н, с. Ревное, ул. Октябрьская, 2